# بيت الخراط (الشعر)

تعديل مصدري - تعديل

بيت الخراط محلة تابعة لقرية دار الشجاع، التابعة لعزلة الوسط بمديرية الشعر إحدى مديريات محافظة إب في الجمهورية اليمنية، بلغ تعداد سكانها 64 حسب تعداد اليمن لعام 2004.